# Ese día piensa en mí
Ese día piensa en mí es el tercer álbum de estudio de la banda española Los Suaves. Este fue el álbum que les lanzó al éxito e hizo que el grupo se diera a conocer por toda España.
En este álbum destacan los temas "¿Sabes? ¡Phil Lynott, Murió!", "Camino De Una Dirección", "Ese Día Piensa En Mí" y la mítica canción del grupo "No Puedo Dejar El Rock", pero por encima de todas las canciones, "Dolores Se Llamaba Lola" que se ha convertido en un himno de la banda.

## Temas
1. ¿Sabes? ¡Phil Lynott, Murió! - 4:20
2. Dolores Se Llamaba Lola - 5:13
3. Sólo Pienso En Dormir - 4:27
4. Nena, Te Voy A Dejar - 6:47
5. No Puedo Dejar El Rock - 4:12
6. Ese Día Piensa En Mí - 4:27
7. Buen Suceso - 3:51
8. Río Y No Sé Por Qué - 3:10
9. Camino De Una Dirección - 6:06

## Músicos
1. Yosi Domínguez: Voz, guitarra, armónica y coros.
2. Carlos "Charly" Domínguez: Bajo.
3. Hermes Alogo: Guitarra solista.
4. Ramón "Moncho" Costoya: Guitarra.

Colaboraciones: 
1. Alejandro Cano: Batería.
2. Alberto Cereijo: Guitarra en "No Puedo Dejar El Rock".

- Datos: Q5839533